# A Klase 1962-1963
L'edizione 1962–1963 dell'A Klase fu la diciannovesima come campionato della Repubblica Socialista Sovietica Lituana; il campionato fu vinto dallo Statyba Panevėžys, giunto al suo 1º titolo.

## Formula
Vista l'assenza di retrocessioni nella stagione precedente il ricambio di club dipese dalle defezioni di Raudonoji žvaigždė Vilnius e Aušra Vilnius, sostituiti da Žalgirio gamykla Vilnius ed Ekranas Vilnius. Come nella stagione precedente, il campionato fu diviso in due fasi: la prima fase prevedeva due gironi, entrambi formati da dodici squadre, per un totale di 24 squadre. In entrambi i gironi si disputarono gare di andata e ritorno per un totale di 22 incontri per squadra.
Come nella stagione precedente nella seconda fase le squadre classificate ai primi quattro posti dei rispettivi gironi disputavano un torneo ad otto, in cui ciascuna delle squadre affrontava le quattro dell'altro girone in gare di sola andata, conservando il punteggio acquisito nella prima fase; tutte le altre, però, non disputarono spareggi, ma la loro posizione fu decisa sulla base dei punteggi della prima fase. Ad esempio tra le due quinte della prima fase fu classificata nona quella che aveva totalizzato più punti e, a parità di punti, quella con la migliore differenza reti.
Questo campionato fu l'ultimo giocato sul formato europeo (inizio in autunno, conclusione in primavera): dal successivo si seguì l'anno solare. In vista del cambio di formula erano previste ben otto retrocessioni.

## Prima fase

### Girone 1

#### Classifica finale
| Pos. | Squadra                      | Pt | G  | V  | N  | P  | GF | GS | DR  |
| ---- | ---------------------------- | -- | -- | -- | -- | -- | -- | -- | --- |
| 1.   | Statyba Panevėžys            | 39 | 22 | 17 | 5  | 0  | 66 | 21 | +45 |
| 2.   | Statybininkas Šiauliai       | 25 | 22 | 10 | 5  | 7  | 36 | 30 | +6  |
| 3.   | Žalgiris Naujoji Vilnia      | 24 | 22 | 8  | 8  | 6  | 25 | 24 | +1  |
| 4.   | Lima Kaunas                  | 23 | 22 | 7  | 9  | 6  | 32 | 26 | +6  |
| 5.   | Tauras                       | 23 | 22 | 6  | 11 | 5  | 40 | 39 | +1  |
| 6.   | Atletas Kaunas               | 22 | 22 | 7  | 8  | 7  | 25 | 17 | +8  |
| 7.   | Audiniai Kaunas              | 21 | 22 | 9  | 3  | 10 | 42 | 47 | -5  |
| 8.   | Metalas Vilkaviškis          | 21 | 22 | 8  | 5  | 9  | 25 | 35 | -10 |
| 9.   | Cementininkas Naujoji Akmenė | 20 | 22 | 7  | 6  | 9  | 23 | 22 | -1  |
| 10.  | Baltija Klaipėda             | 19 | 22 | 6  | 7  | 9  | 35 | 43 | -8  |
| 11.  | Baldininkas Ukmergė          | 17 | 22 | 6  | 5  | 11 | 33 | 55 | -22 |
| 12.  | Nevėžis Kėdainiai            | 10 | 22 | 3  | 4  | 15 | 31 | 54 | -23 |

#### Verdetti
- Qualificate al Girone per il titolo: Statyba Panevėžys, Statybininkas Šiauliai, Žalgiris Naujoji Vilnia e Lima Kaunas.

### Girone 2

#### Classifica finale
| Pos. | Squadra              | Pt | G  | V  | N | P  | GF | GS | DR  |
| ---- | -------------------- | -- | -- | -- | - | -- | -- | -- | --- |
| 1.   | Politechnika Kaunas  | 37 | 22 | 16 | 5 | 1  | 49 | 12 | +37 |
| 2.   | Inkaras Kaunas       | 36 | 22 | 15 | 6 | 1  | 46 | 16 | +30 |
| 3.   | Minija Kretinga      | 26 | 22 | 11 | 4 | 7  | 47 | 27 | +20 |
| 4.   | Elfa Vilnius         | 23 | 22 | 9  | 5 | 8  | 38 | 28 | +0  |
| 5.   | Granitas Klaipėda 2  | 23 | 22 | 9  | 5 | 8  | 30 | 34 | -4  |
| 6.   | Linų audiniai Plungė | 21 | 22 | 9  | 3 | 10 | 33 | 34 | -1  |
| 7.   | Elnias Šiauliai      | 20 | 22 | 8  | 4 | 10 | 33 | 33 | +0  |
| 8.   | Elektra Mažeikiai    | 17 | 22 | 8  | 1 | 13 | 31 | 48 | -17 |
| 9.   | Mastis Telšiai       | 17 | 22 | 6  | 5 | 11 | 22 | 46 | -24 |
| 10.  | Dainava Alytus       | 16 | 22 | 7  | 2 | 13 | 28 | 37 | -9  |
| 11.  | Sūduva               | 15 | 22 | 6  | 3 | 13 | 20 | 40 | -20 |
| 12.  | Ekranas Vilnius      | 13 | 22 | 5  | 3 | 14 | 28 | 40 | -12 |

#### Verdetti
- Qualificate al Girone per il titolo: Politechnika Kaunas, Inkaras, Minija Kretinga ed Elfa Vilnius.

## Seconda fase

### Girone per il titolo
|                        | Pos. | Squadra                  | Pt | G  | V  | N  | P  | GF | GS | DR  |
| ---------------------- | ---- | ------------------------ | -- | -- | -- | -- | -- | -- | -- | --- |
| RSS Lituana (bandiera) | 1.   | Statyba Panevėžys        | 47 | 26 | 21 | 5  | 0  | 79 | 26 | +53 |
|                        | 2.   | Politechnika Kaunas      | 42 | 26 | 18 | 6  | 2  | 60 | 17 | +43 |
|                        | 3.   | Inkaras Kaunas           | 42 | 26 | 18 | 6  | 2  | 52 | 18 | +34 |
|                        | 4.   | Minija Kretinga          | 29 | 26 | 12 | 5  | 9  | 54 | 34 | +20 |
|                        | 5.   | Lima Kaunas              | 27 | 26 | 8  | 11 | 7  | 37 | 31 | +6  |
|                        | 6.   | Elfa Vilnius             | 27 | 26 | 10 | 7  | 9  | 48 | 47 | +1  |
|                        | 7.   | Statybininkas Šiauliai   | 26 | 26 | 10 | 6  | 10 | 41 | 47 | -6  |
|                        | 8.   | Žalgirio gamykla Vilnius | 25 | 26 | 8  | 9  | 9  | 25 | 31 | -16 |

### Posizioni successive
| 9. Tauras (23 punti, +1 differenza reti)                        | 10. Granitas Klaipėda 2 (23 punti, -4 differenza reti)  |
| 11. Atletas Kaunas (22 punti, +8 differenza reti)               | 12. Linų audiniai Plungė (21 punti, -1 differenza reti) |
| 13. Audiniai Kaunas (21 punti, -5 differenza reti)              | 14. Elnias Šiauliai (20 punti, +0 differenza reti)      |
| 15. Metalas Vilkaviškis (21 punti, -10 differenza reti)         | 16. Elektra Mažeikiai (17 punti, -17 differenza reti)   |
| 17. Cementininkas Naujoji Akmenė (20 punti, +1 differenza reti) | 18. Mastis Telšiai (17 punti, -24 differenza reti)      |
| 19. Baltija Klaipėda (19 punti, -8 differenza reti)             | 20. Dainava Alytus (16 punti, -9 differenza reti)       |
| 21. Baldininkas Ukmergė (17 punti, -22 differenza reti)         | 22. Sūduva (15 punti, -20 differenza reti)              |
| 23. Ekranas Vilnius (13 punti, -12 differenza reti)             | 24. Nevėžis Kėdainiai (10 punti, -23 differenza reti)   |